# Le Grippon
Le Grippon [lə ɡʁipɔ̃] ist eine französische Gemeinde mit 390 Einwohnern (Stand 1. Januar 2022) im Département Manche in der Region Normandie. Sie gehört zum Kanton Bréhal und zum Arrondissement Avranches. Hier entspringt der kleine Küstenfluss Lerre.
Die Gemeinde entstand mit Wirkung vom 1. Januar 2016 als Commune nouvelle durch die Zusammenlegung der ehemaligen Gemeinden Champcervon und Les Chambres, denen in der neuen Gemeinde den Status einer Commune déléguée nicht zuerkannt wurde. Der Verwaltungssitz befindet sich im Ort Champcervon.

## Gliederung
| Ortsteil                      | ehemaliger INSEE-Code | Fläche (km²) | Einwohnerzahl (2013) |
| ----------------------------- | --------------------- | ------------ | -------------------- |
| Champcervon (Verwaltungssitz) | 50115                 | 5,63         | 215                  |
| Les Chambres                  | 50114                 | 4,18         | 137                  |

## Geschichte

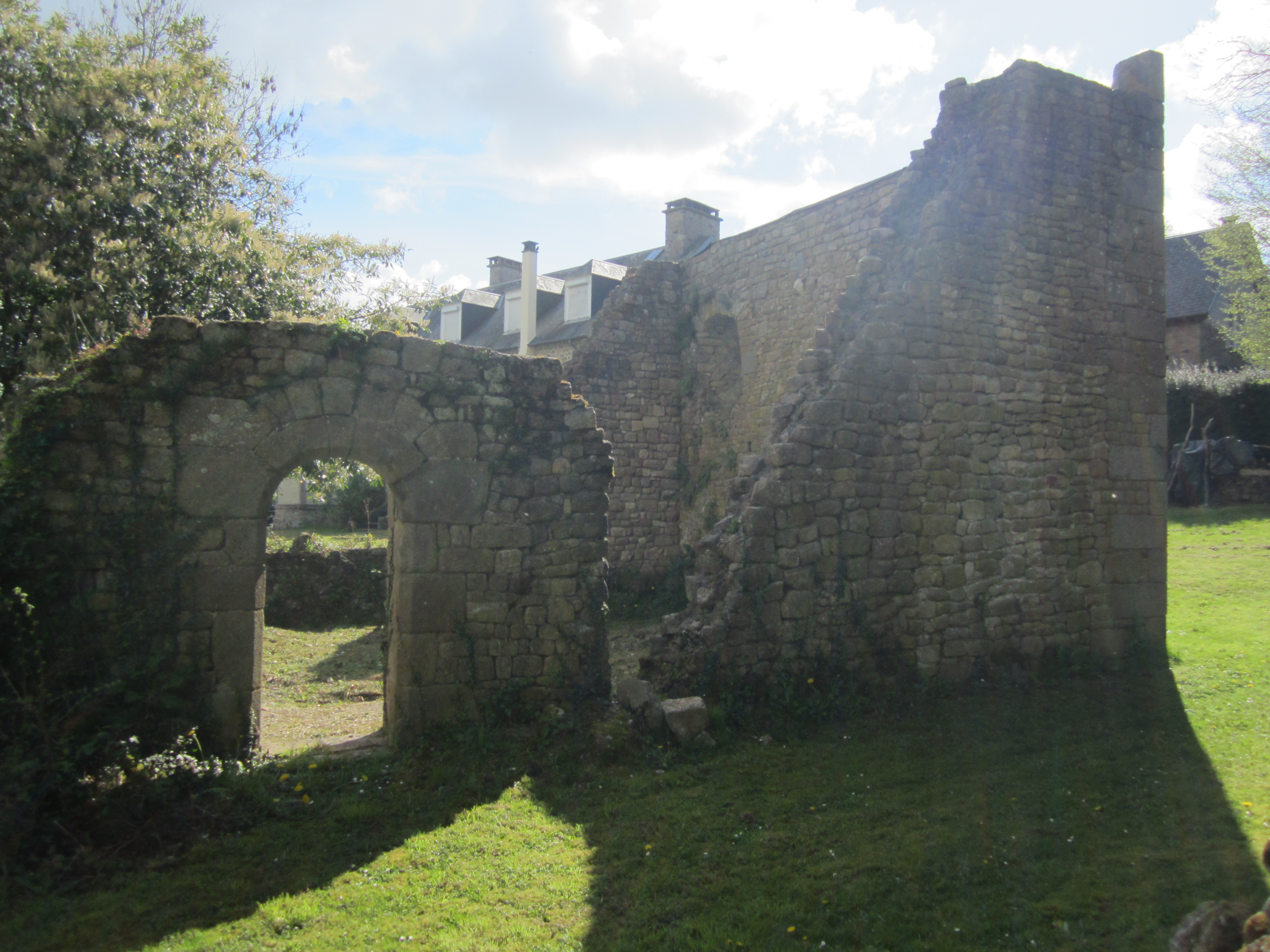
Ruinen der Kirche Saint-Barthélémy

Bis 1826 existierte schon eine Gemeinde namens Le Grippon. Diese wurde nach Les Chambres eingemeindet.